# Knockout (Yung Gravy)
Knockout è un singolo del rapper statunitense Yung Gravy, pubblicato il 13 aprile 2018 come estratto da Snow Cougar.

## Tracce
1. Knockout – 3:16